# Фушімі (1939)

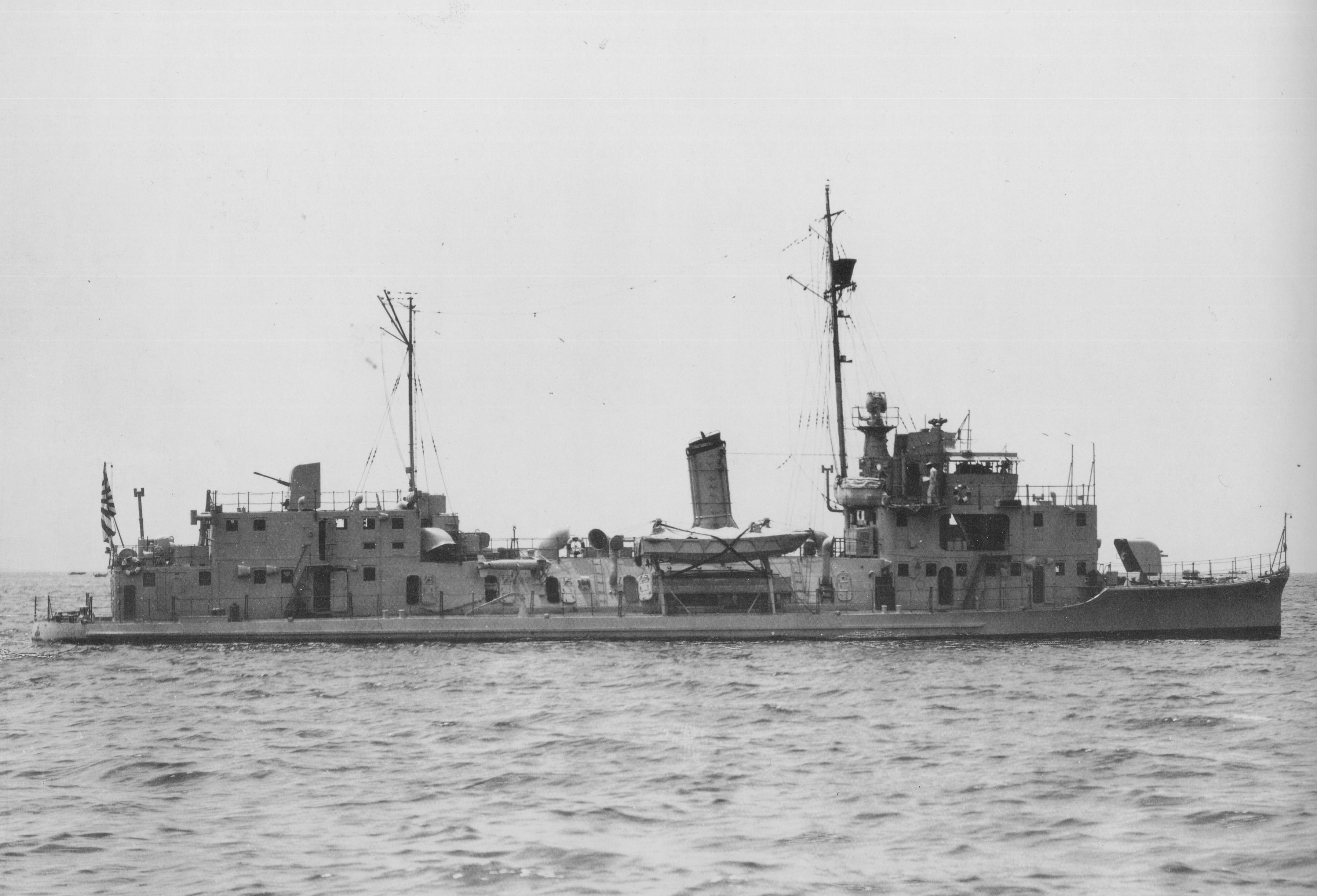
Канонерський човен "Фушимі" у бухті Осаки.

Fushimi (яп. 伏見) був річковим канонерським човном Імперського флоту Японії, який діяв на річці Янцзи в Китаї у 1940-х під час Другої китайсько-японської війни та Другої світової війни.

## Контекст
"Фушімі" був головним кораблем з двох канонерських човнів типу «Фушимі», побудова яких передбачалася Третьою програмою повнення військово-морського озброєння 1937 року.

## Конструкція
Фушімі мав корпус загальною довжиною 50,3 метри і шириною 9,8 метрів з нормальним водотоннажністю 338 тонн і осадкою 1,2 метри. Корабель приводили в рух дві парових турбіни Kampon з двома котлами, що передавали на два вали 22000 кінських сил. Канонерський човен мав максимальну швидкість 17 вузлів.
Корабель був озброєний однією 80 міліметровою і однією 25 міліметровою автоматичною гарматою.

## Історія служби
"Фушімі" був закладений 15 липня 1933 року і спущений на воду 26 березня 1939 року на верфях Фуджігата в Осаці. Після здачі в експлуатацію 15 липня 1940 року корабель був закріплений за військово-морським округом Йокосука і включений до складу 1-го китайського експедиційного флоту. Він прибув до Шанхаю 15 листопада. З 1 квітня 1940 року до квітня 1941 року здійснював патрулювання  середньої течії Янцзи  до Ханькоу. Повернувся до Японії в липні 1941 року для ремонту, і з 30 жовтня 1941 року базувалася в Нанкіні.
8 грудня 1941 р. "Фушімі" став флагманом командувача дивізії верхньої течії ескадри Янцзи Першого китайського флоту віце-адмірала князя Терухіси Комацу,  та підтримував операції Імперської японської армії. Він був відремонтований в Шанхаї в липні 1942 року і з 2 серпня був переданий у дивізію середньої течії Янцзи, що базувалася в Ханькоу. Протиповітряний захист корабля суттєво посилили, встановивши ще шість 25 міліметрових автоматів в кінці 1942 року. З 4 вересня 1943 року "Фушімі" був приєднаний до дивізії нижньої течії Янзци, а з 10 листопада патрулював озеро Тун Тінг та прилеглі водні шляхи. 29 листопада 1944 року корабель атакували літаки ВПС Китаю і потопили його поблизу Анціна. Пізніше канонерський човен підняли та відбуксирували до Шанхаю, де 10 січня 1945 р. його озброєння було зняте  для використання на суходолі. Корпум корабля залишався в Шанхаї до здачі Японії.
У вересні 1945 року "Фушімі" перейшов до Китайської Республіки як військовий трофей і його передали ВМС Республіки Китай Чіанг Фен ( 江犀). Корабель вилучили зі списку японського флоту 3 травня 1947 року. Захоплений під час Громадянської війни в Китаї комуністами, його подальша доля невідома.